# Richard Lloyd
Richard Lloyd (* 25. října 1951) je americký kytarista a zpěvák.
V roce 1973 založil skupinu Television. S tou vydal dvě alba Marquee Moon (1977) a Adventure (1978). Rozpadla se v roce 1978 a Lloyd se začal věnovat sólové kariéře. Své první album nazvané Alchemy vydal v roce 1979 (vydavatelství Elektra Records) a vedle jiných se na něm podílel Fred Smith, baskytarista kapely Television. Později spolupracoval s různými hudebníky a rovněž pokračoval ve vydávání sólových nahrávek.
V roce 1992 vydal s obnovenou skupinou Television třetí album, které dostalo název Television. Skupina se zanedlouho rozpadla. Znovu byla obnovena v roce 2001. Lloyd ji kvůli nemoci v roce 2007 opustil a byl nahrazen Jimmym Ripem, původně jednorázově, ale jelikož se Lloyd do kapely již nevrátil, stal se plnohodnotným členem. Richard Lloyd rovněž působil ve skupině Rocket from the Tombs.

## Sólová diskografie
- Alchemy (1979)
- Field of Fire (1986)
- Real Time (1987)
- The Cover Doesn't Matter (2001)
- The Radiant Monkey (2007)
- The Jamie Neverts Story (2009)
- Lodestones (2010)
- Rosedale (2016)
- The Countdown (2018)